# André Camel
Pour les articles homonymes, voir Camel.
Pas d'image ? Cliquez ici

a Compétitions nationales et continentales officielles uniquement.

b Matchs officiels uniquement.
André Camel, né le 9 février 1905 à Toulouse et mort le 1er mars 1980 dans la même ville, est un joueur français de rugby à XV. Il a joué au poste de deuxième ligne au Stade toulousain et au SC Angoulême. Il fut également sélectionné à seize reprises en équipe de France.

## Biographie
Il joue en club au Stade toulousain et au SC Angoulême. Il dispute seize matches internationaux sous les couleurs de la France : trois Tournois des Cinq Nations (1928, 1929, 1930) ainsi que cinq tests matchs entre 1928 et 1935. Il marque deux essais soit six points. Il joue avec son frère aîné, Marcel, troisième ligne, au Stade toulousain et en équipe de France. André Camel est décédé en regardant le match France-Irlande du tournoi des cinq nations 1980 à la télévision.